# L'Otzet (Granera)
L'Otzet és una masia del terme municipal de Granera, a la comarca catalana del Moianès. Pertany a la parròquia de Sant Martí de Granera.
Està situada a 660,8 metres d'altitud, en el sector occidental del terme, a ponent del poble de Granera. És al punt de trobada del Serrat del Moro, cap al nord, i del Serrat de l'Otzetó, cap al nord-oest, a llevant del Pla de les Soques. És a l'esquerra del torrent de la Font del Buc i a la dreta del torrent de les Fraus de l'Otzet, al nord-oest del Coll de la Descàrrega i del Cogull.
S'hi accedeix per una pista rural de 700 metres de longitud en bastant bon estat que arrenca cap al nord-oest de la carretera local que uneix Granera amb la B-124 a mig camí entre Sant Llorenç Savall i Monistrol de Calders. Per aquesta carretera, a 3,8 quilòmetres de Granera es troba aquest trencall.

## Etimologia
És un derivat antic d'alzina.